# Keisha Grey
Pour les articles homonymes, voir Grey.
Keisha Grey est une actrice de films pornographiques américaine, née le 9 juin 1994.

## Biographie
Keisha Grey est née le 9 juin 1994 à Tampa, Floride sous le nom de Kelsey Marie Caproon. Elle est de descendance irlandaise et espagnole. Grey travaille comme serveuse dans un café puis dans une petite pizzeria et a ses premiers rapports à l'âge de 16 ans avec un partenaire auquel elle restera fidèle jusqu'à ses débuts dans la pornographie.

## Carrière
Grey est une accro de la pornographie bien avant de devenir une actrice du genre. Ses acteurs favoris sont alors Sasha Grey et James Deen. C'est donc tout naturellement qu'elle entre dans l'industrie du film pornographique en août 2013 et s'inscrit à l'agence Motley Models au mois de décembre de cette même année à l'âge de 19 ans. Son agent choisit pour elle le nom d'emprunt de "Grey" en raison de sa fascination pour l'actrice Sasha Grey. "Keisha" est le surnom que lui ont donné ses camarades tout au long de ses études secondaires.
Grey interprète sa première scène interraciale pornographique dans le film My First Interracial paru sous le label Blacked, ; sa première fellation à l'écran, sa première scène gang bang ainsi que son premier plan à trois personnes (deux hommes et une femme) dans le film Keisha paru en 2014 sous le label Mile High, sa première scène de sodomie dans Big Anal Asses 3 (2015, Mile High) et sa première scène de double pénétration dans Gangbang Me 2 (2015, Mile High). Toutes ces scènes sont réalisées par Mason pour les studios Hard X,,,.
Grey est inscrite sur la liste The Dirty Dozen 2016 des Plus Grandes Étoiles du porno tenue par CNBC.

## Récompenses
| Année | Festival          | Résultat | Catégorie | Titre du Film                       |
| ----- | ----------------- | -------- | --- | ----------------------------------- |
| 2014  | NightMoves Award, | Remporté | Best New Starlet (Meilleure Nouvelle Étoile montante) (Choix du Programmeur) | NC                                  |
| 2014  | NightMoves Award, | Nommée   | Best Body (Plus beau corps) | NC                                  |
| 2015  | AVN Award         | Nommée   | Best New Starlet (Meilleure nouvelle Étoile montante) | NC                                  |
| 2015  | AVN Award         | Nommée   | Best Oral Sex Scene (Meilleure Scène de Fellation) | Keisha                              |
| 2015  | AVN Award         | Nommée   | Best Three-Way Sex Scene (Meilleur Plan à Trois) - B/B/G (avec Mick Blue & James Deen)                                                                                              | Keisha                              |
| 2015  | AVN Award         | Nommée   | Best Three-Way Sex Scene (Meilleure scène à trois: deux hommes et une femme) - G/G/B (avec Ariana Marie & Manuel Ferrara)                                                           | Keisha                              |
| 2015  | XBIZ Award        | Nommée   | Best New Starlet (Meilleure nouvelle Étoile montante) | NC                                  |
| 2015  | XBIZ Award        | Nommée   | Best Scene - Non-Feature Release (fILM jamais présenté)(avec Criss Strokes) | Slut Puppies 8                      |
| 2015  | XRCO Award        | Nommée   | New Starlet (Nouvelle Étoile montante) | NC                                  |
| 2015  | XRCO Award        | Nommée   | Cream Dream | NC                                  |
| 2015  | NightMoves Award  | Nommée   | Best Boobs (Plus belle poitrine) | NC                                  |
| 2016  | AVN Award,        | Nommée   | Best All-Girl Group Sex Scene (Meilleure scène de saphisme)(avec Dani Daniels, Anikka Albrite, Lexi Belle, Mercedes Carerra, Maddy O'Reilly, Ash Hollywood, Ana Foxxx & Ryan Ryans) | Sisterhood                          |
| 2016  | AVN Award,        | Nommée   | Best Anal Sex Scene (Meilleure scène de sodomie) (with Manuel Ferrara) | Big Anal Asses 3                    |
| 2016  | AVN Award,        | Remporté | Best Group Sex Scene (Meilleure scène d'orgie) (avec Mick Blue, James Deen, Jon Jon, John Strong & Erik Everhard)                                                                   | Gangbang Me 2                       |
| 2016  | AVN Award,        | Nommée   | Best Group Sex Scene (Meilleure scène d'orgie) (with Abella Danger, Ryan Conner, Aria Alexander, Nina Elle, Karlee Grey, Cherie DeVille & Manuel Ferrara)                           | Manuel Ferrara's Reverse Gangbang 3 |
| 2016  | AVN Award,        | Nommée   | Best Three-Way Sex Scene (Meilleur plan à trois)- G/G/B (avec Abella Danger & Manuel Ferrara)                                                                                       | Oil Overload 13                     |
| 2016  | AVN Award,        | Nommée   | Female Performer of the Year (meilleure actrice de l'année) | NC                                  |
| 2016  | XBIZ Award        | Nommée   | Female Performer of the Year (Actrice de l'année) | NC                                  |
| 2016  | XRCO Award        | Nommée   | Orgasmic Analist (Orgasme de psychologue) | NC                                  |
| 2016  | NightMoves Award  | Remporté | Best Boobs (Plus belle poitrine) | NC                                  |